# Minecraft: Story Mode
Minecraft: Story Mode es un  videojuego point-and-click desarrollada y publicada por Telltale Games. Está basado en el videojuego Minecraft. Es un videojuego gráfico de aventura similar a otros juegos de Telltale Games, lanzado como una serie de episodios. El jugador recogerá artículos, resolverá puzles y hablará con personajes que no son jugadores a través de árboles de conversación para aprender sobre la historia y determinar qué hacer a continuación. 
Al igual que otros juegos de Telltale, las decisiones que toma el jugador impactarán los eventos en los episodios actuales y posteriores. Sin embargo, a diferencia de los juegos previos de Telltale Games que tienden a llevar más matices o emocionales, incluyendo la muerte de personajes principales, Minecraft: Story Mode está dirigido como un título familiar, por lo que las decisiones seguirán siendo fundamentales y emocionales. Los elementos de elaboración y construcción, centrales de Minecraft fueron incluidos en el juego, siguiendo un enfoque similar. El juego cuenta con secuencias de combate y otras acciones, llevadas a cabo a través de eventos de tiempo rápido similares a los otros juegos episódicos de Telltale, y más controles tipo arcada, como el manejo de escombros en una carretera.
El 26 de octubre de 2016, Telltale Games anunció una edición titulada Minecraft: Story Mode - The Complete Adventure que incluye: Los 8 capítulos de la primera temporada en un solo disco.
El 2 de junio de 2017, Telltale Games anunció la segunda temporada de Minecraft Story Mode Season 2, y se estrenó el 7 de noviembre del mismo año.
Debido a la caída de Telltale Games una versión cortada del juego de 5 episodios se encontraba disponible en Netflix. Su primera emisión inició el 13 de octubre de 2015 y su última emisión fue 19 de diciembre de 2017. La versión original del juego duró solo 2 temporadas con 13 episodios en total, debido al cierre de Telltale en septiembre de 2018, la serie fue cancelada y los capítulos en Netflix no fueron completados.
Además, debido al cierre de Telltale Games, se inhabilitó la descarga del videojuego el 25 de junio de 2019, quedando inhabilitado también la actualización de voz en español y los subtítulos del videojuego en Español en la Temporada 2 en todas las plataformas. El lanzamiento del juego en Netflix se eliminó el 5 de diciembre de 2022.

## Juego
Minecraft: Story Mode tiene lugar en una interpretación del mundo de Minecraft. El personaje principal se llama Jesse (voz de Patton Oswalt/Catherine Taber), que es un jugador apasionado de Minecraft que se establece en un viaje con sus amigos dentro de un mundo para encontrar La Orden de la Piedra (Gabriel, Ellegaard, Magnus y Soren) - cuatro legendarios aventureros que salvaron el mundo de Minecraft. Jesse es descrito como un jugador novato, todavía aprendiendo cómo construir artesanías, pero apasionado sobre el mundo de Minecraft. El juego incluye una serie de lugares que existen en la versión real de Minecraft que algunos jugadores tienen dificultades para acceder, incluyendo el Nether (Inframundo) el End y las Tierras Lejanas (Farlands en inglés).

## Personajes
El jugador puede personalizar Jesse como otro tipo de personalidad, incluyendo la elección de género y tono de piel. Como tal, la versión masculina es expresada por Patton Oswalt, mientras que el avatar femenino es expresado por Catherine Taber. Otros personajes dentro del mundo de Minecraft incluyen los seres humanos Petra (expresado por Ashley Johnson), Axel (Brian Posehn), Olivia (Martha Plimpton), Lukas (Scott Porter), Maya, Hiedra, Fangirl (GK Bowes), Owen Hill, Gill (Phil LaMarr), Aiden, Otis (Matthew Mercer), Usher (Jason 'jtop' Topolski), Ivor (Paul Reubens) Sigge, Fanboy (Billy West), Lydia (Dave Fennoy), Magnus el Pícaro (Corey Feldman), Ellegaard la Ingeniera del Redstone (Gris Griffin), Soren el Arquitecto (El Gris Griffin) y los cuatro miembros de la Orden de la Piedra de Jesse. Stauffer dijo que los personajes humanos en su conjunto representan los diferentes tipos de jugadores que juegan Minecraft. Billy West narra la historia.

## Episodios

### Primera temporada
El videojuego iba a estar conformado por 5 episodios, pero Telltale Games amplió la aventura a 3 episodios más por medio de un pago extra llamado "Pack de Aventuras", lo que darían en total 8 episodios. El juego se vendió en formato digital y se podía comprar un paquete con los 5 episodios o comprarlos de uno en uno. Luego de que sacaran la versión en físico, se podían comprar los demás episodios como si fueran DLCs. Luego de que sacaran todos los episodios y terminaran el juego, pasaron a crear la versión en físico de "La Aventura Completa", que incluye todos los episodios. En las versiones de Android/IOS/PlayStation 3/PlayStation 4, se puede descargar el primer episodio gratuito y todos los demás son de paga.
| Capítulo | Dirigido por                         | Guion por                                                     | Fecha de lanzamiento     |
| --- | ------------------------------------ | ------------------------------------------------------------- | ------------------------ |
| «Episodio 1 - La Orden de la Piedra» | Dennis Lenart y Graham Ross          | Michael Choung y Laura Jacqmin                                | 13 de octubre de 2015    |
| La historia se centra en Jesse y su banda de amigos: Olivia, Axel, Petra, Lukas y su fiel cerdito Reuben. Todos asisten a la EnderCon con la esperanza de conocer en persona a Gabriel el Guerrero, miembro de la Orden de la Piedra, un grupo de héroes que asesinó al Dragón del Fin. Pero en medio de toda la celebración aparece Ivor, un exmiembro de la Orden, que crea a un monstruo que ni él es capaz de controlar. Con todo el mundo en juego, Jesse y la pandilla deberán reunir a la Orden de la Piedra una vez más para salvar al mundo. |                                      |                                                               |                          |
| «Episodio 2 - Asamblea Requerida» | Jason Latino                         | Joshua Rubin, Eric Stirpe y Timothy Williams                  | 27 de octubre de 2015    |
| Siguiendo con la tarea de reunir a la Orden de la Piedra, Jesse y sus amigos logran reclutar a Magnus el Rebelde de Ciudad Boom y a Ellegard la Ingeniera de Redstone de Redstonia. Ahora solo les falta ir a por el líder de la Orden: Soren el Arquitecto. El problema radica en que desapareció hace muchos años sin dejar rastro alguno, y también es buscado por Ivor y la Tormenta Wither. |                                      |                                                               |                          |
| «Episodio 3 - El último lugar donde buscas» | Jonathan Stauder                     | Michael Choung, Laura Jacqmin, Eric Stirpe y Timothy Williams | 24 de noviembre de 2015  |
| Finalmente, tras muchas penurias, Jesse y su grupo de amigos encuentran a Soren el Arquitecto en el Fin, donde la Orden de la Piedra hizo su más grande hazaña. Ahora que la Orden finalmente está reunida, es hora de acabar con la Tormenta Wither de una vez por todas, usando la última creación de Soren: la Formida-bomba. |                                      |                                                               |                          |
| «Episodio 4 - Un bloque y un lugar difícil» | Dennis Lenart                        | Brad Kane y Laura Jacqmin                                     | 22 de diciembre de 2015  |
| ¡La Formida-bomba no funcionó! La Tormenta Wither es más grande que antes y,tras la muerte de un miembro de la Orden de la Piedra, Jesse y sus amigos deberán encontrar un modo de destruir el Bloque de Comandos que mantiene viva al temible monstruo. Se enteran de parte del mismo Ivor que hay un encantamiento capaz de acabar con la Tormenta Wither, pero deberán ir a donde nadie ha ido jamás para lograr su objetivo: Las Tierras Lejanas.                                                                                                 |                                      |                                                               |                          |
| Episodio 5 - "¡Orden!" | Jonathan Stauder                     | Eric Stirpe y Timothy Williams                                | 29 de marzo de 2016      |
| Notas: - Jesse, Petra, Lukas e Ivor encuentran un misterioso portal, obra de los llamados Constructores Antiguos. Tras cruzarlo, se encuentran en un extraño lugar llamado Ciudad Celestial, una gigantesca isla flotante donde se necesitan hasta permisos para construir. Después de ser detenidos por un malentendido, Jesse y sus amigos deberán limpiar sus nombres, encontrar la mítica Fuenteterna y evitar que un viejo enemigo destruya un mundo inocente.                                                                                   |                                      |                                                               |                          |
| |                                      |                                                               |                          |
| Episodio 6 - "Un portal hacia lo Misterioso" | Sean Manning                         | Eric Stirpe y Timothy Williams                                | 7 de junio de 2016       |
| Notas: - Tras cruzar el portal de salida de Ciudad Celestial, Jesse y sus amigos se hallan en una sala de portales. Después de cruzar otro portal, con la esperanza de volver a casa, son hechos prisioneros en una tenebrosa mansión junto a otros personajes. Ahora que están encerrados y cada cierto tiempo alguien muere, Jesse y la pandilla deberán desenmascarar a su temible anfitrión: La Calabaza Blanca. |                                      |                                                               |                          |
| |                                      |                                                               |                          |
| Episodio 7 - "Acceso Denegado" | Rebekah Gamin Arcovitch y Jason Pyke | Luke McMullen y Eric Stirpe                                   | 26 de julio de 2016      |
| Notas: - Continuando con el viaje de vuelta a su hogar, Jesse y sus amigos llegan a Corona de la Meseta, un asentamiento donde todo humano o criatura es controlado por PAMA, un tipo de computadora que funciona mediante redstone e Inteligencia Artificial. Luego de que Petra y Lukas fueran conectados a PAMA, Jesse y Ivor se unen a Harper, la creadora de PAMA, para evitar de que PAMA reconstruya el portal de salida, escape de Corona de la Meseta y conecte a todos a él.                                                                |                                      |                                                               |                          |
| |                                      |                                                               |                          |
| Episodio 8 - "¿El Fin del Viaje?" | Vahram Antonian                      | Eric Stirpe, Yale Hannon y Erica Harrell                      | 13 de septiembre de 2016 |
| Notas: - Con el Corazón de Redstone de PAMA, Jesse y su grupo llegan a un extraño lugar donde habitan los 3 últimos Antiguos Constructores. Al contrario de lo pensado, el lugar se basa en una dura competencia que nadie ha logrado ganar por las injusticias de los Antiguos Constructores. Decidido a regresar a casa de una vez por todas y de paso salvar a Olivia y Axel, Jesse se propone ganar el campeonato a cambio del Atlas de los Portales para regresar junto a todos sus amigos de vuelta a su hogar.                                 |                                      |                                                               |                          |

### Segunda temporada
| Capítulo | Dirigido por     | Guion por                              | Fecha de lanzamiento     |
| --- | ---------------- | -------------------------------------- | ------------------------ |
| |                  |                                        |                          |
| Episodio 1 - "Héroe en casa." | Jonathan Stauder | Eric Stirpe                            | 11 de julio de 2017      |
| Notas: - Mientras las viejas amistades y las nuevas responsabilidades llevan a Jesse en diferentes direcciones, el descubrimiento de un nuevo Guante de prismarina lleva a nuestro héroe a un nuevo mundo de misterio y peligro.                        |                  |                                        |                          |
| |                  |                                        |                          |
| Episodio 2 - "Consecuencias Gigantes." | Sean Manning     | Meredith Ainsworth y Matt Allmer       | 15 de agosto de 2017     |
| Notas: - Un poderoso enemigo emerge en Ciudad Faro y somete a Jesse a unos extraños (y letales) desafíos. Las Amistades serán puestas a prueba y se tomarán nuevas alianzas mientras Jesse pelea por salvar al mundo de este gran adversario.           |                  |                                        |                          |
| |                  |                                        |                          |
| Episodio 3 - "Bloque de Cárcel." | Chris Rieser     | Adam Esquenazi Douglas y Steve McManus | 19 de septiembre de 2017 |
| Notas: - Episodio 4 - "Por debajo de la bedrock." |                  |                                        |                          |
| |                  |                                        |                          |
| Episodio 4 - "Por debajo de la bedrock." | Daniel Rosales   | Nicole Martínez y Juan Vaca            | 7 de noviembre de 2017   |
| Notas: - Jesse y sus amigos deberán enfrentarse a una peligrosa prisión y a sus amenazadores reclusos para poder llegar al corazón del lugar... Pero cuando el enemigo intente reclutar a las amistades de Jesse ¿Serán capaces de resistir el llamado? |                  |                                        |                          |
| |                  |                                        |                          |
| Episodio 5 Por Encima y más allá" | Mark Droste      | Adam Miller y Stephen McManus          | 19 de diciembre de 2017  |
| Notas: - Episodio Final de Serie. La Batalla final contra el nuevo enemigo de Jesse llevará la pelea a Ciudad Faro, y el mundo podría no ser el mismo.                                                                                                  |                  |                                        |                          |

## Desarrollo de la historia
No hay historia específica porque el juego cambia según las decisiones que se tomen, pero sí tiene un objetivo, que es destruir una criatura del juego conocida como "La tormenta Wither" (Wither Storm en inglés). Después el juego va cambiando según las elecciones del jugador.
En la temporada dos, el enemigo principal es Romeo, un personaje con control total sobre el mundo. El juego sigue la tónica de decisiones.

## Cierre de la compañía
El juego fue retirado de las tiendas digitales PS Store y Xbox Live debido al cierre de la compañía Telltale Games en septiembre de 2018 y los episodios descargables quedaron inhabilitados para su descarga el 25 de junio de 2019.

## Banda sonora
Minecraft: Story Mode presenta una banda sonora original compuesta por el dúo estadounidense Antimo & Welles, formado por Skyler Barto (Antimo) y Andrew Arcadi (Welles). La banda sonora de la primera temporada consta de 42 pistas, mientras que la banda sonora de la segunda temporada tiene 51 pistas. El 21 de diciembre de 2018, durante el cierre de Telltale, el dúo lanzó Story Mode Archives, un álbum que consta de 18 pistas no utilizadas de los juegos. Se relanzaron varias pistas más a fines de 2021.